# Bersaglio umano (film 1969)
Bersaglio umano (Target: Harry, conosciuto anche come What's in It for Harry? e How to Make It) è un film noir statunitense del 1969 diretto da Roger Corman (accreditato come Henry Neill). È un remake libero di Il mistero del falco (The Maltese Falcon, 1941).

## Produzione
Il film fu prodotto da Corman e girato nel 1969 ad Istanbul, in Turchia, e Monte Carlo.

## Distribuzione
Nei progetti originari il film doveva essere distribuito in televisione ma la ABC lo rifiutò perché troppo violento e Corman optò quindi per la distribuzione nelle sale.
Alcune delle uscite internazionali sono state:
- 23 maggio 1969 negli Stati Uniti (Target: Harry)
- in Francia (Istanbul, mission impossible)
- in Finlandia (Kohteena Harry)
- in Grecia (O stohos; riedizione: Ta tsakalia tou ypokosmou)

## Critica
Secondo il Morandini il film è "energico e sciatto" con una "musica invadente".